# Бастіон святого Якова
Бастіон святого Якова (мальт. Kavallier ta 'San Ġakbu) — бастіон 16 століття у Валлетті (Мальта), побудований орденом Святого Іоанна, будівництвом опікувався Джироламо Кассар за проєктом італійського військового інженера Франческо Лапареллі.
Сент-Джеймс Кавальє, у перші роки його називали вежею Кавалер, Башта Кавальє

## Опис будівлі

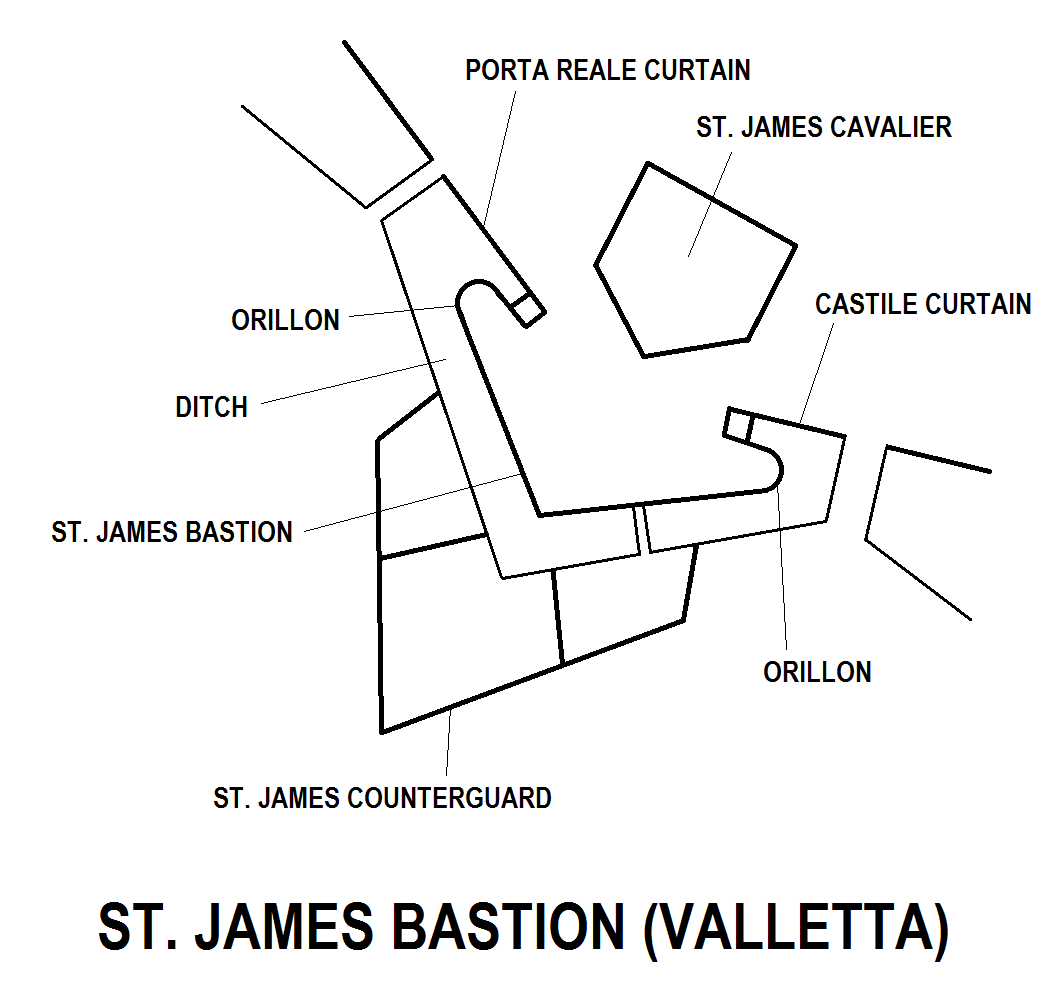
План будівлі

Собор святого Якова — велика п'ятикутна артилерійська платформа з казематами. Структура підкреслює її утилітарну військову функцію. Зовні будівля здається великою, але половина споруди була заповнена землею, а решта складалася з низки камер та пандуса, за допомогою якого гармати могли дістатися до даху.

## Історія
Бастіон святого Якова, великий тупокутний кутовий бастіон, входить до Земельного фронту Валлетти. Він був одним із дев'яти запланованих бастіонів у місті, хоча було побудовано лише два, другий — ідентичний бастіон Святого Іоанна. Це одна з перших споруд, побудованих у XVI столітті у Валлетті, поряд із Церква Діви Марії Звитяжної та рештою фортифікаційних споруд. Це був піднятий майданчик, на якому були розміщені гармати для захисту міста від нападів з боку, де згодом було побудовано місто Флоріана. Бастіон мав підземний проїзд до бастіону Святого Іоанна. Бастіон був побудований як піднятий майданчик, на якому були розміщені гармати для захисту міста від нападів у районі, де згодом було побудовано місто Флоріана. Крім заборони в'їзду, святий Джеймс також може погрожувати тим, хто вже порушив оборону міста. Бастіон пов'язаний з бастіоном Святого Іоанна тепер заблокованим підземним проїздом
Бастіон також використовувався як станція сигнальної зброї. Три постріли було щодня, на сході сонця, в полудень та на заході сонця. Перший та останній постріли знаменували відкриття та закриття міських воріт. Сигнали гармати продовжували стріляти з бастіону приблизно до 1800 року, коли почали стріляти з розташованої поруч батареї Салюту. Бастіон ніколи не використовувався у жодному військовому конфлікті. Пізніше було розкопано дві цистерни для зберігання води, перекачуваної до Валлетти через акведук Вігнакорт. Бастіон зберігав воду для всього міста.
У 1686 році, під час магістратури Грегоріо Карафа, на східному фланзі бастіона була добудована невелика споруда, відома як Дар Аннона. Спочатку в будівлі розміщувався Університет-де-Грані, а нині міститься пошта.
8 вересня 1775 року бастіон святого Якова під час повстання священиків захопили повстанці. Прапор Ордена було опущено, а натомість було піднесено прапор святого Павла. Форт Сент-Ельмо також був захоплений повстанцями, але Орден зумів повернути його після короткого обміну вогнем. Незабаром після зайняття форту повстанці здалися. Троє з них були страчені, а інших заслано чи ув'язнено. У 1853 році була зроблена пропозиція знести бастіон, щоб пройти шлях до лікарні, але пропозицію не підтримали.

### 19 і 20 століття
Після взяття під контроль Мальти на початку 19 століття англійці перетворили бастіон в офіцерський клуб, місце, де солдати могли спілкуватися. У цей момент в конструкцію було внесено деякі модифікації, зокрема замінили трапи, що ведуть до даху сходовою кліткою, та збільшили кількість кімнат шляхом побудови арочної стелі в приміщенні цокольного поверху. Зміни також були внесені, щоб допомогти боротися з вологістю повітря.
Під час Другої світової війни будівля використовувалася як бомбосховище, тоді як її верхній поверх став магазином продуктів харчування для армії.
У 1970-х роках до бастіону переїхала урядова друкарня і там вона залишилася до 1996 року.
У 90-х роках уряд Мальти склав Генеральний план відновлення Валетти та її околиць. Проєкт передбачав відновлення бастіону та перетворення його на культурні цілі.
Протягом реконструкції бастіон святого Якова був перетворений зі споруди, призначеної забороняти в'їзд міста. Однак робота стала причиною суперечок і багато мальтійців вважали її незадовільною, що частково спричиняло зупинку інших запланованих проєктів у Валлетті і було рішення використовувати знаменитих архітекторів (включаючи Ренцо Піано).
Було перетворено дві цистерни з водою одна в ефектний театральний простір, а інша в атріум. Приголомшливий об'єднавчий простір відтепер забезпечує доступ до верхніх галерей. Дизайн включає скляні панелі і дає дивовижне усвідомлення простору.
Роботи проводилися у співпраці з експертом з реставрації Майклом Еллулом.

### Сьогодення
Бастіон розташований на площі Кастилії, недалеко від Центрального банку Мальти, Будинку парламенту, Мальтійської біржі та поштового відділення. Архітектурна пам'ятка була відреставрована в рамках Мальтійського проєкту тисячоліття, і тепер це культурний центр, відомий як Культурний центр. Відновлення кавалера було завершено до кінця літа 2000 року, і він відкрився для публіки як Культурний центр 22 вересня того ж року виставкою «Мистецтво на Мальті сьогодні». Нині у бастіоні є невеликий театр, кінотеатр, музичні кімнати та художні галереї. Тут регулярно проводяться різноманітні виставки та інші культурні заходи. З моменту його відкриття він прийняв понад мільйон відвідувачів.
Споруда є національною пам'яткою 1 класу, занесена до Національної інвентаризації культурних цінностей Мальтійських островів.

## Галерея

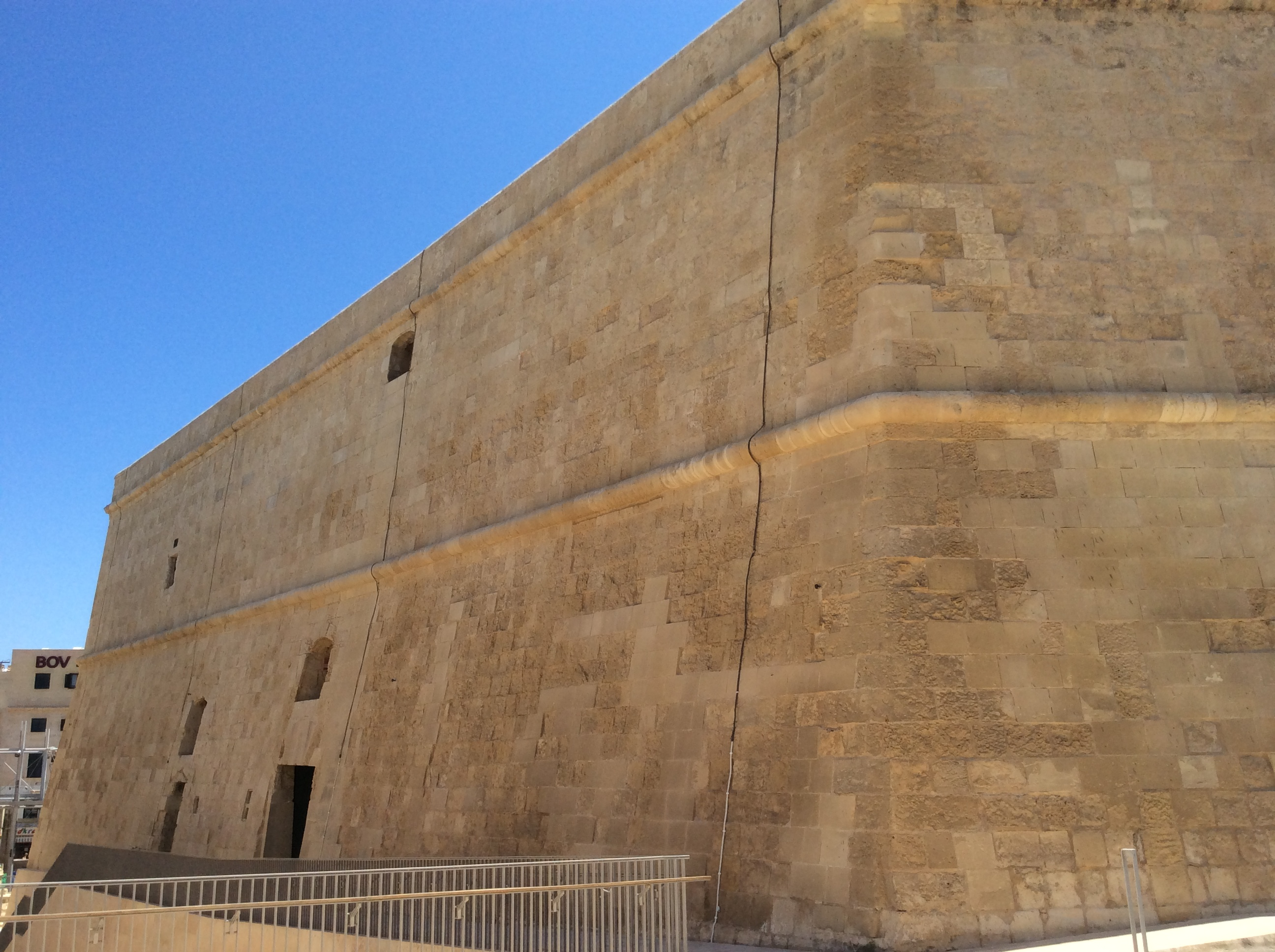
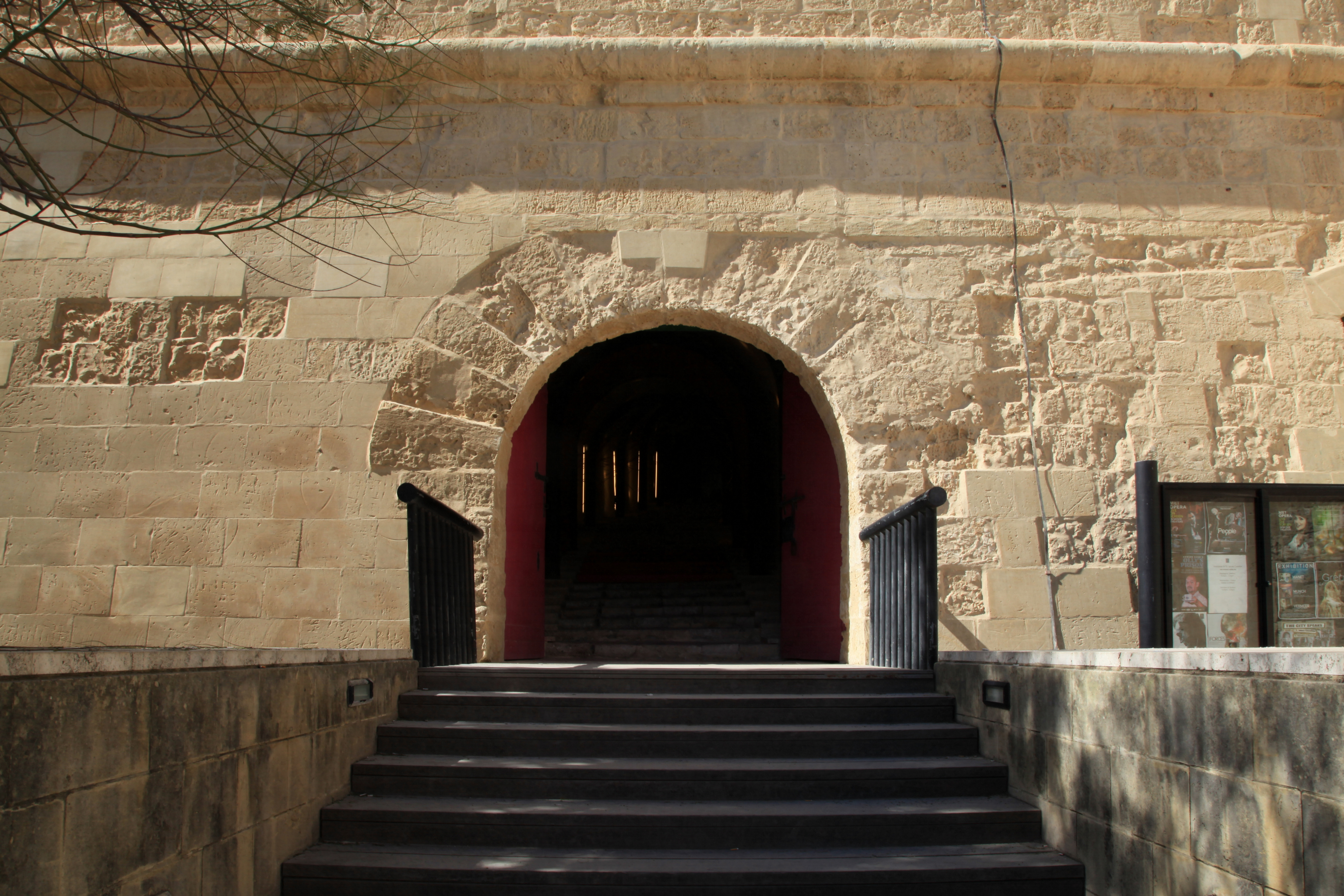
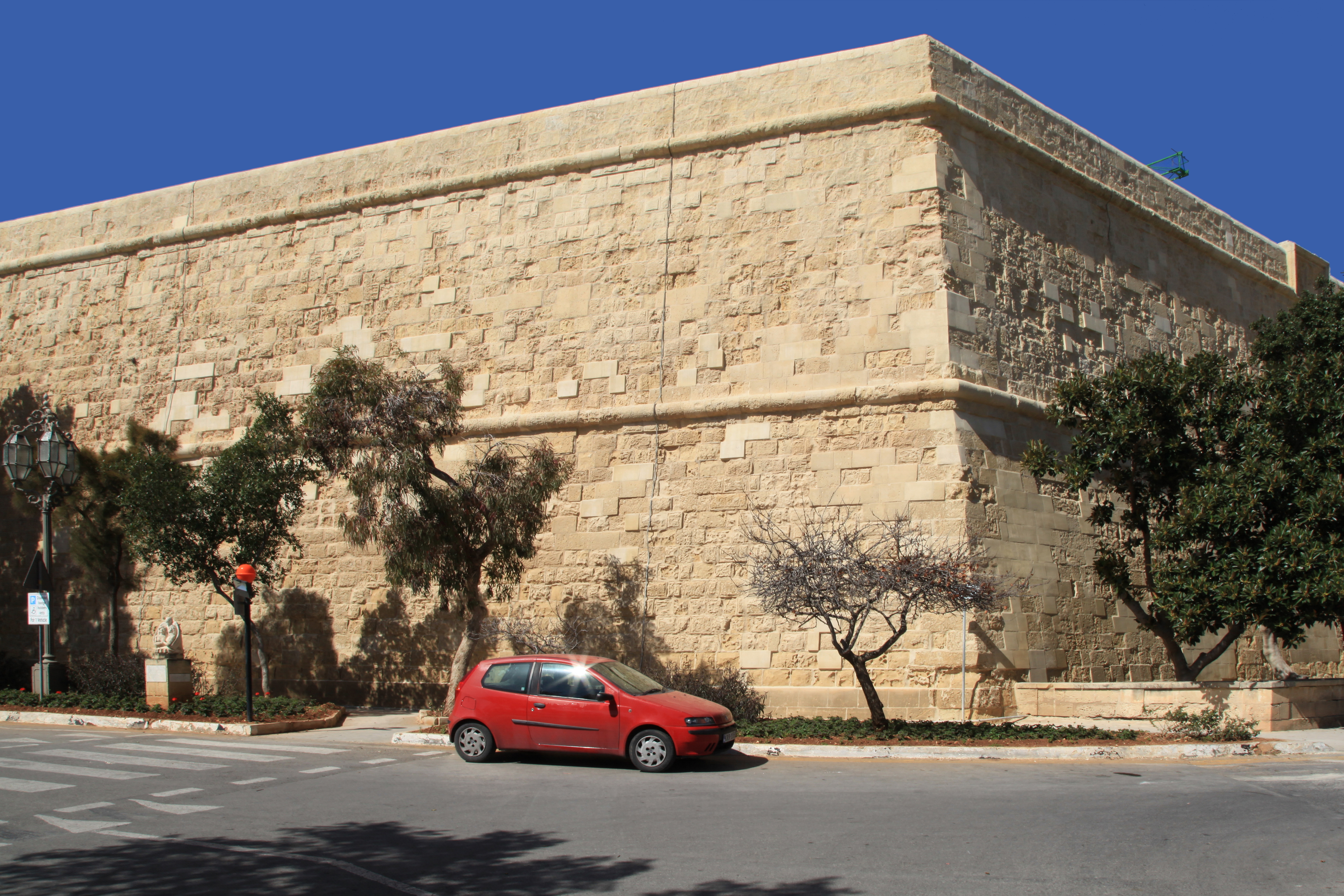
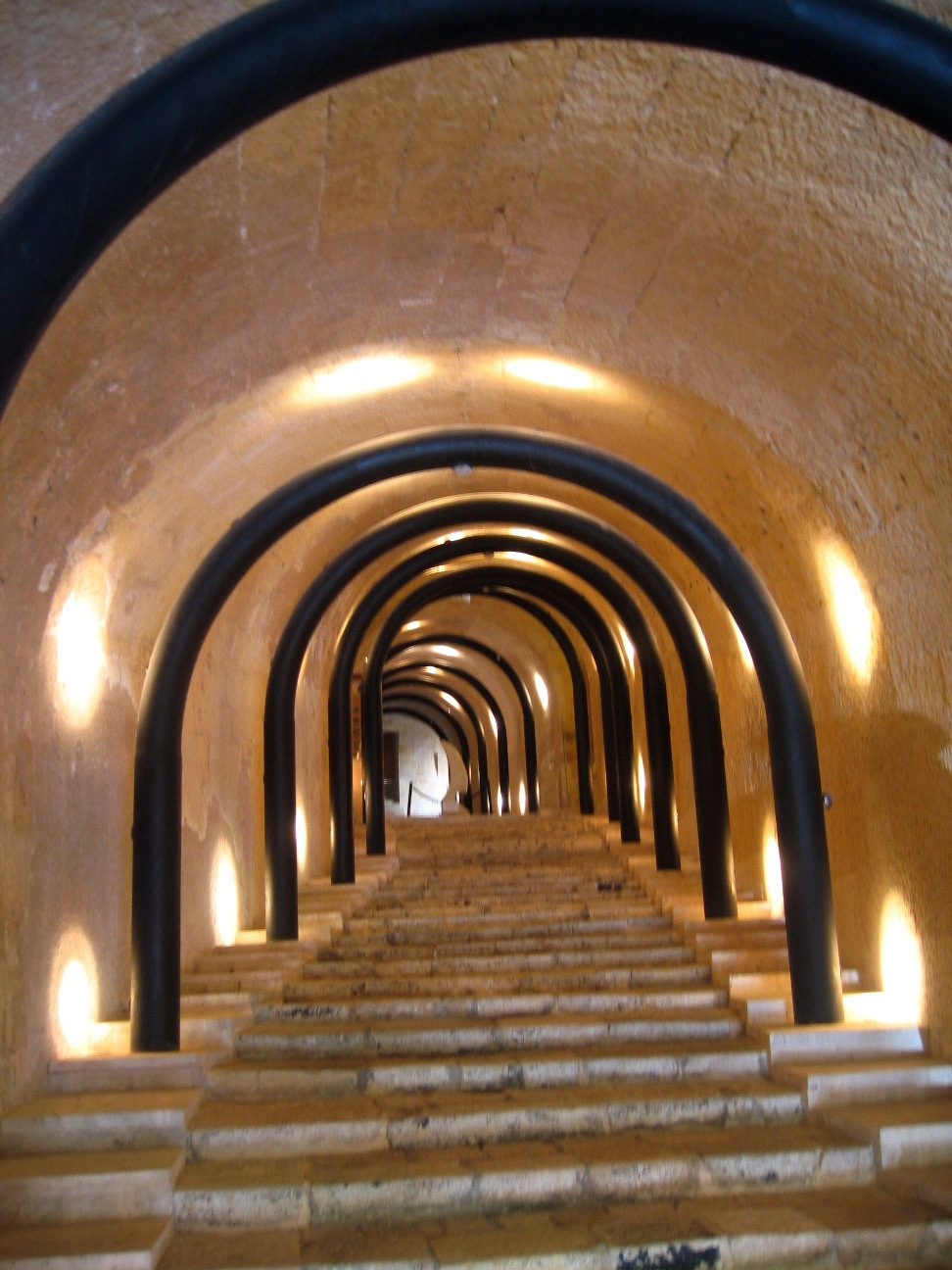
В середині
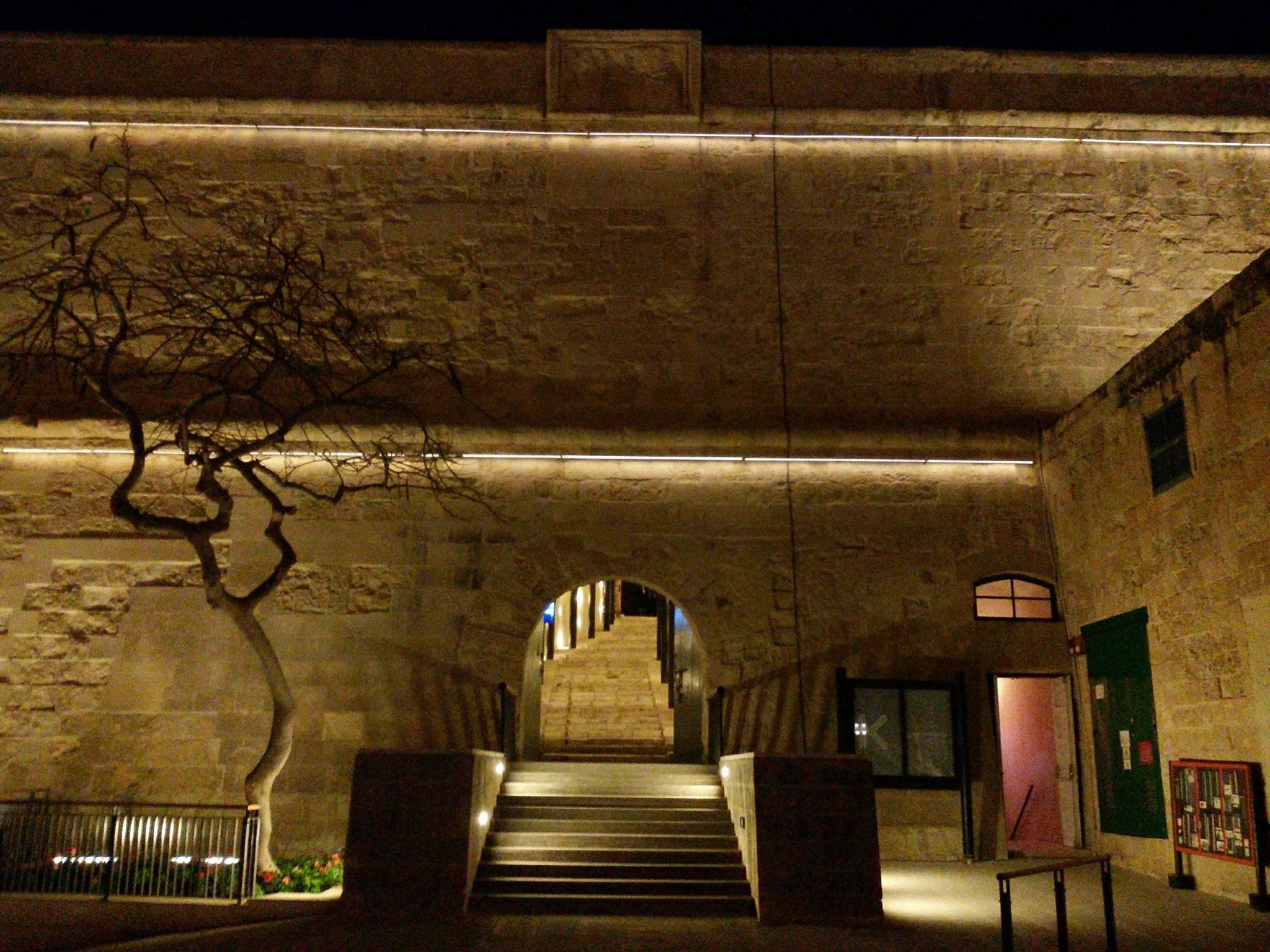